# チャンス (小松未歩の曲)
『チャンス』は、小松未歩の5枚目のシングル。1998年8月19日にAmemura O-town Record/Spoonfulより発売された。

## 背景
表題曲は、フジテレビ系列朝の情報番組『めざましテレビ』のテーマソングとして、1998年3月30日から1999年3月31日までの約1年間オンエアされた。

## 制作
もともと『めざましテレビ』のテーマソングのオファーを受けて制作されたため、当初はCD化の予定は全くなかったが、オンエアされると同時に注目が集まり問い合わせが多かったため、急遽CD化に至ったというエピソードがある。そのためカップリング曲はなく、表題曲のカラオケが収録された。
プロデューサーの長戸大幸（ROCKAKU）によると、小松が曲作りに煮詰まってた時にZARDの「負けないで」のカラオケのメロなしを流しながらメロディーをハメこむ形でデモテープが作られた曲とのこと。

## 記録
シングルとしては自己最高のオリコン最高位3位を記録した。ちなみに、小松名義のCDの中で、唯一のオリコンチャートTOP3位入りである。
日本レコード協会より、1998年9月度ゴールドディスク（旧基準）に月次認定。なお、翌月にも6thシングル「氷の上に立つように」がゴールドディスク（旧基準）に月次認定されている。
累計売上枚数20万枚。

## 収録曲
| 全作詞・作曲: 小松未歩、全編曲: 古井弘人。 |                                |          |            |      |
| #                                          | タイトル                       | 作詞     | 作曲・編曲 | 時間 |
| 1.                                         | 「チャンス」                   | 小松未歩 | 小松未歩   | 4:13 |
| 2.                                         | 「チャンス」(original karaoke) | 小松未歩 | 小松未歩   | 4:13 |
| 合計時間:                                  | 合計時間:                      | 8:26     |            |      |

## タイアップ
- フジテレビ系列朝の情報番組『めざましテレビ』テーマソング (#1)

## 収録アルバム
- 『小松未歩 2nd〜未来〜』
- 『小松未歩ベスト〜once more〜』
- 『It's TV SHOW!! TBSテレビ＆フジテレビ 主題歌＆テーマ曲BEST』
- 『GIZA studio presents -Girls-』
- 『キミが好きだと叫びたい 〜Love & Yell〜』

### リミックス
- 『WONDERFUL WORLD 〜SINGLE REMIXES & MORE〜』 ※『チャンス <S9 remix radio edit>』（編曲：S9）
- 『小松未歩 6th〜花野〜』 ※『チャンス 〜RECHANCE〜』（編曲：麻井寛史）